# Колбі Армстронг
Колбі Армстронг (англ. Colby Armstrong; нар. 23 листопада 1982, Ллойдмінстер) — канадський хокеїст, що грав на позиції крайнього нападника. Грав за збірну команду Канади.
Його молодший брат Райлі Армстронг хокеїст клубу «Сан-Хосе Шаркс».

## Ігрова кар'єра
Хокейну кар'єру розпочав 1998 року.
2001 року був обраний на драфті НХЛ під 21-м загальним номером командою «Піттсбург Пінгвінс».
Протягом професійної клубної ігрової кар'єри, що тривала 13 років, захищав кольори команд «Піттсбург Пінгвінс», «Атланта Трешерс», «Торонто Мейпл-Ліфс», «Монреаль Канадієнс» та «Векше Лейкерс».
Виступав за збірну Канади, провів 18 ігор в її складі та становився чемпіоном світу (2007) і срібним призером (2009).

## Кар'єра на ТБ
З сезону 2014/15 хокейний аналітик на телеканалі Sportsnet, а також на одному з регіональних піттсбурзьких каналів.

## Статистика

### Клубні виступи
| Сезон        | Клуб                          | Ліга         | Регулярний сезон | Регулярний сезон | Регулярний сезон | Регулярний сезон | Регулярний сезон | Плей-оф | Плей-оф | Плей-оф | Плей-оф | Плей-оф |
| Сезон        | Клуб                          | Ліга         | І                | Г                | П                | О                | ШХ               | І       | Г       | П       | О       | ШХ      |
| ------------ | ----------------------------- | ------------ | ---------------- | ---------------- | ---------------- | ---------------- | ---------------- | ------- | ------- | ------- | ------- | ------- |
| 1998–99      | «Саскатун Блейзерс»           | SMHL         | 33               | 21               | 19               | 40               | 103              | —       | —       | —       | —       | —       |
| 1998–99      | «Ред-Дір Ребелс»              | ЗХЛ          | 1                | 0                | 1                | 1                | 0                | —       | —       | —       | —       | —       |
| 1999–00      | «Ред-Дір Ребелс»              | ЗХЛ          | 68               | 13               | 25               | 38               | 122              | 2       | 0       | 1       | 1       | 11      |
| 2000–01      | «Ред-Дір Ребелс»              | ЗХЛ          | 72               | 36               | 42               | 78               | 156              | 21      | 6       | 6       | 12      | 29      |
| 2001–02      | «Ред-Дір Ребелс»              | ЗХЛ          | 64               | 27               | 41               | 68               | 115              | 23      | 6       | 10      | 16      | 22      |
| 2002–03      | Віклс-Беррі/Скрентон Пінгвінс | АХЛ          | 73               | 7                | 11               | 18               | 76               | 3       | 0       | 0       | 0       | 4       |
| 2003–04      | Віклс-Беррі/Скрентон Пінгвінс | АХЛ          | 67               | 10               | 17               | 27               | 71               | 24      | 3       | 1       | 4       | 45      |
| 2004–05      | Віклс-Беррі/Скрентон Пінгвінс | АХЛ          | 80               | 18               | 37               | 55               | 89               | 10      | 4       | 2       | 6       | 14      |
| 2005–06      | «Піттсбург Пінгвінс»          | НХЛ          | 47               | 16               | 24               | 40               | 58               | —       | —       | —       | —       | —       |
| 2005–06      | Віклс-Беррі/Скрентон Пінгвінс | АХЛ          | 31               | 11               | 18               | 29               | 44               | —       | —       | —       | —       | —       |
| 2006–07      | «Піттсбург Пінгвінс»          | НХЛ          | 80               | 12               | 22               | 34               | 67               | 5       | 0       | 1       | 1       | 11      |
| 2007–08      | «Піттсбург Пінгвінс»          | НХЛ          | 54               | 9                | 15               | 24               | 50               | —       | —       | —       | —       | —       |
| 2007–08      | «Атланта Трешерс»             | НХЛ          | 18               | 4                | 7                | 11               | 6                | —       | —       | —       | —       | —       |
| 2008–09      | «Атланта Трешерс»             | НХЛ          | 82               | 22               | 18               | 40               | 75               | —       | —       | —       | —       | —       |
| 2009–10      | «Атланта Трешерс»             | НХЛ          | 79               | 15               | 14               | 29               | 61               | —       | —       | —       | —       | —       |
| 2010–11      | «Торонто Мейпл-Ліфс»          | НХЛ          | 50               | 8                | 15               | 23               | 61               | —       | —       | —       | —       | —       |
| 2011–12      | «Торонто Мейпл-Ліфс»          | НХЛ          | 29               | 1                | 2                | 3                | 9                | —       | —       | —       | —       | —       |
| 2012–13      | «Монреаль Канадієнс»          | НХЛ          | 37               | 2                | 3                | 5                | 12               | 4       | 0       | 0       | 0       | 15      |
| 2013–14      | «Векше Лейкерс»               | Елітсерія    | 37               | 12               | 7                | 19               | 26               | 10      | 0       | 1       | 1       | 20      |
| Усього в НХЛ | Усього в НХЛ                  | Усього в НХЛ | 476              | 89               | 120              | 209              | 376              | 9       | 0       | 1       | 1       | 26      |

### Збірна
| Рік                | Команда            | Турнір             | Місце              | І  | Г | П | О | ШХ |
| ------------------ | ------------------ | ------------------ | ------------------ | -- | - | - | - | -- |
| 2007               | Канада             | ЧС                 | 1                  | 9  | 1 | 1 | 2 | 4  |
| 2009               | Канада             | ЧС                 | 2                  | 9  | 0 | 3 | 3 | 4  |
| Національна збірна | Національна збірна | Національна збірна | Національна збірна | 18 | 1 | 4 | 5 | 8  |